# IEEE Transactions on Software Engineering
Die IEEE Transactions on Software Engineering ist eine wissenschaftliche Fachzeitschrift, die sechsmal jährlich von der IEEE Computer Society herausgegeben wird. Sie umfasst das Gebiet Software Engineering und ist im Speziellen interessiert an theoretischen Resultaten sowie empirischen Studien mit Bedeutung für die Fachwelt und Forschungsgemeinde. Die Zeitschrift wird weithin als führend in ihrem Gebiet angesehen.
Die veröffentlichten Artikel unterlaufen einem Peer-Review. Derzeitiger Chefredaktor ist Bashar Nuseibeh. Im Jahr 2013 betrug der Impact Factor 2,292.